# Шэньчжэньская фондовая биржа
Шэньчжэньская фондовая биржа (Shenzhen Stock Exchange — SZSE) — фондовая биржа в КНР. Расположена в городе Шэньчжэнь.
На бирже в основном торгуются акции государственных компаний.
Биржа входит в Федерацию фондовых бирж Азии и Океании.
Акции, торгуемые на бирже, делятся на два типа: А и Б. А-акции торгуются за юани. Б-акции были созданы в середине 90-х только для нерезидентов и номинированы в гонконгских долларах. Иностранцы могут торговать акции типа Б без ограничений, а акции типа А из иностранцев до декабря 2016 могли покупать только крупные институциональные инвесторы, получившие лицензию «квалифицированного иностранного институционального инвестора», и только в рамках выделенных им квот. 5 декабря 2016 фондовые биржи Гонконга и Шэньчжэня запустили механизм, который позволяет им открыть взаимный доступ к рынку акций и осуществлять перекрёстные торги. Международные институциональные и частные инвесторы получили возможность через Гонконгскую фондовую биржу в рамках установленных квот (до 13 млрд юаней) приобретать акции более чем 880 компаний, котирующихся в Шэньчжэне, а брокеры Шэньчжэньской биржи могут подавать заявки на приобретение ценных бумаг 417 компаний, зарегистрированных в Гонконге (квота - 10,5 млрд юаней).
Основной индекс биржи - SZSE Component Index - отслеживает динамику акций 40 наиболее ликвидных и крупных компаний на бирже.

## События
1 мая 2003 года правительство Китая запретило проводить торги на бирже более чем на неделю из-за распространения атипичной пневмонии.